# Adam Kaczyński

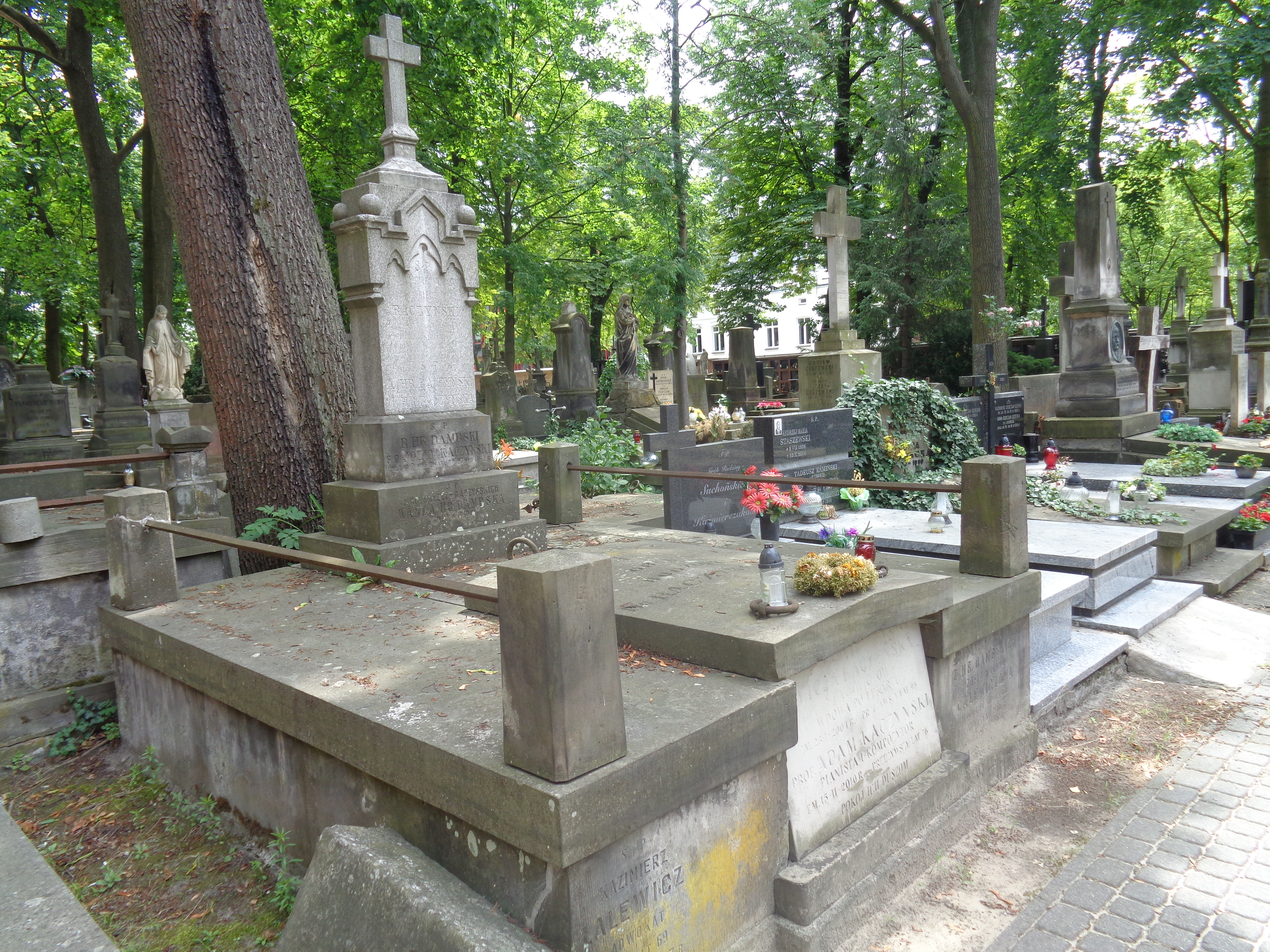
Grób profesora Adama Kaczyńskiego na Cmentarzu Powązkowskim

Adam Kaczyński (ur. 13 października 1933 w Warszawie, zm. 15 lutego 2010 w Krakowie) – polski pianista, kompozytor i propagator muzyki współczesnej, profesor Akademii Muzycznej w Krakowie.

## Życiorys
Po upadku Powstania Warszawskiego Adam wraz z rodzicami w październiku 1944 r. przeprowadził się do Krakowa. Tutaj – po ukończeniu nauki w szkole powszechnej – uzyskał świadectwo dojrzałości w III Państwowym Gimnazjum i Liceum im. Króla Jana Sobieskiego w 1951 r. Równocześnie pobierał naukę gry na fortepianie w Państwowej Średniej Szkole Muzycznej (obecnie Państwowej Szkole Muzycznej II st. im. Władysława Żeleńskiego w Krakowie) zakończoną dyplomem w 1952 r. 
Studia pianistyczne ukończył w krakowskiej Państwowej Wyższej Szkole Muzycznej u Barbary Korytowskiej (1960). W 1962 założył Zespół MW 2, wykonujący muzykę współczesną, często w formie aleatorycznej, happeningu i teatru instrumentalnego. Zespół ten, do którego należą soliści, kameraliści i aktorzy, występował w krajach europejskich, azjatyckich i amerykańskich, dokonał licznych nagrań płytowych, radiowych i telewizyjnych, uczestniczył w kilkudziesięciu międzynarodowych festiwalach muzyki współczesnej (m.in. w 1965 otrzymał nagrodę w konkursie Młodych Wykonawców Muzyki Współczesnej w Utrechcie), festiwalu Poznańska Wiosna Muzyczna (medal Polihymnii, 1978), medal ZKP (1973).
Od 1962 Adam Kaczyński zajmował się pracą pedagogiczną w krakowskiej uczelni muzycznej (od 1979 Akademia Muzyczna). W 1972 objął klasę kameralnej muzyki współczesnej, w latach 1974–1975 przebywał w USA na stypendium Fundacji Fulbrighta. W 1990 założył i został pierwszym kierownikiem Katedry Interpretacji Muzyki Współczesnej. W 1991 otrzymał tytuł profesora.
Był pierwszym wykonawcą Wariacji fortepianowych op. 27 Antona Weberna w Polsce (14 stycznia 1962, Wrocław). Skomponował m.in. Koncert na orkiestrę jazzową (1962), Preludia na fortepian (1978), Koncert na fortepian i orkiestrę (1984), Novennę dla Jednego Polaka na cztery fortepiany (1984), Ten Dzień na fortepian, perkusję i toy-piano (1989). Był również twórcą muzyki filmowej i teatralnej.
Zmarł w 15 lutego 2010 w Krakowie i został pochowany na Cmentarzu Powązkowskim w Warszawie (kwatera 166,
rząd 2, miejsce 2,3).

## Życie prywatne
Ojcem Adama był Antoni (internista, reumatolog), który w listopadzie 1932 zawarł w Kościele p.w. św. Aleksandra w Warszawie związek małżeński z Alicją z d. Lalewicz. Mieli troje potomstwa: Adama, Józefa i Annę.

## Nagrody i odznaczenia
- nagroda im. P. Schaeffera w Paryżu (1970)
- nagroda im. I.J. Paderewskiego w Rochester (1975)
- nagroda Ministra Kultury i Sztuki III stopnia (1976) i II stopnia (1983)
- Złoty Krzyż Zasługi (1983)
- Nagroda Miasta Krakowa (1986)
- nagroda Polskiego Towarzystwa Muzyki Współczesnej (1994, za propagowanie w pracy dydaktycznej muzyki XX wieku)